# 芬恩·赫尔格森
芬恩·赫尔格森（挪威語：Finn Helgesen，1919年4月25日—2011年9月3日），挪威男子速度滑冰运动员。他曾代表挪威获得1948年冬季奥运会速度滑冰比赛男子500米金牌。他也参加了1952年冬季奥运会。